# Stenellipsis goephanopsis
Stenellipsis goephanopsis là một loài bọ cánh cứng trong họ Cerambycidae.